# Mariager
Mariager is een stadje in de gemeente Mariagerfjord in Denemarken. Het stadje telt 2558 inwoners (2014) en ligt aan de Mariager Fjord. Het is een stadje met vele oude vakwerkhuizen en hobbelige straatjes en trekt daarom veel toeristen.

## Herkomst van de naam
De naam Mariager is afkomstig van Marias Ager ('Maria's akker'), hetgeen verwijst naar het Mariaklooster. De bijnaam van Mariager is Rosernes By ('rozenstad') vanwege de vele rozenstruiken in de straten en tuinen.

## Geschiedenis
In de Middeleeuwen ontstond op deze plek een klein vissersplaatsje met een veerdienst naar de noordzijde van de Mariager Fjord. In de 15e eeuw vestigde zich er een klooster dat werd vernoemd naar Maria. Het klooster bezorgde het plaatsje economische voorspoed. Vele kooplieden, handwerkslieden en edelen vestigden zich in Mariager. De Reformatie die in 1536 Denemarken in haar greep kreeg, betekende echter een ommekeer voor het stadje. Het klooster verloor aan invloed en werd in 1588 door de koning opgeheven. Met het verdwijnen van het klooster stortte de economie van Mariager in. De stadsrechten die in 1592 werden toegekend, konden de terugval niet tegenhouden. Mariager werd een onbeduidend plaatsje en had in 1801 nog maar 414 inwoners.
De 20e eeuw bracht enige groei. In 1927 kwam er een treinverbinding, die overigens in 1985 werd gesloten. In de omgeving vestigden zich de cementfabriek Dania en een zoutfabriek (nu onderdeel van AkzoNobel). Tegenwoordig is het toerisme de belangrijkste bron van inkomsten.